# Трютме-ле-Пти
Трютме́-ле-Пти (фр. Truttemer-le-Petit) — коммуна во Франции, находится в регионе Нижняя Нормандия. Департамент коммуны — Кальвадос. Входит в состав кантона Вир. Округ коммуны — Вир.
Код INSEE коммуны — 14718.

## Население
Население коммуны на 2010 год составляло 102 человека.
| 1962 | 1968 | 1975 | 1982 | 1990 | 1999 | 2010 |
| ---- | ---- | ---- | ---- | ---- | ---- | ---- |
| 175  | 159  | 154  | 145  | 135  | 115  | 102  |

## Экономика
В 2010 году среди 65 человек трудоспособного возраста (15—64 лет) 47 были экономически активными, 18 — неактивными (показатель активности — 72,3 %, в 1999 году было 80,3 %). Из 47 активных жителей работали 45 человек (28 мужчин и 17 женщин), безработных было 2 (1 мужчина и 1 женщина). Среди 18 неактивных 8 человек были учениками или студентами, 6 — пенсионерами, 4 были неактивными по другим причинам.